# Lago Yathkyed
El lago Yathkyed (en inglés: Yathkyed Lake; variante: Haecoligua, que significa «cisne blanco») es un lago de Canadá localizado en la parte virgen del país, en la región de Kivalliq del Territorio Autónomo de Nunavut, a unos 230 m al oeste de la bahía de Hudson. Está situado en el curso del río Kazan, entre los lagos Angikuni (510 km²) y Forde. Luego el Kazan sigue hasta desaguar en el Baker (1.887 km²), ya en el curso del río Thelon, que termina por desembocar en el Chesterfield Inlet, un entrante de la bahía de Hudson. La superficie de agua del lago es de 1.334 km², con una superficie total de 1.449 km², incluyendo las islas. El lago está a 140 m sobre el nivel del mar.
Según el Atlas de Canadá , el centro geográfico del país se encuentra justo al sur del lago (62°24′N 096°28′O / 62.400, -96.467).
El lago fue nombrado por los dene sayisi, un histórico pueblo de cazadores  en la zona del caribú de la tundra. También se han encontrado en la zona del lago artefactos de los inuit del caribú.

## Minerales
Es parte del dominio de Hearne, en la provincia Western Churchill del cratón Churchill, que es la sección noroeste del escudo Canadiense. La cuenca sedimentaria del Yathkyed destaca por sus yacimientos de uranio / cobre / molibdeno. La Kaminak Gold Corporation tiene una participación en la zona de aproximadamente 81.000 hectáreas.